# UnREAL (televisieserie)
Unreal (geschreven als UnREAL) is een Amerikaanse televisiereeks die voor het eerst uitgezonden werd op 1 juni 2015 op Lifetime. De serie vertelt het verhaal van Rachel Goldberg (Shiri Appleby), een jonge realitytelevisieproducent die gepusht wordt door haar gewetenloze baas Quinn King (Constance Zimmer) om haar geweten overboord te gooien en er alles aan te doen om sensationele televisie te maken. De serie werd gecreëerd door Marti Noxon en Sarah Gertrude Shapiro, en is gebaseerd op Shapiro's kortfilm Sequin Raze.

## Verhaal

### Seizoen 1
Televisieproducent Rachel wordt door haar baas Quinn King terug naar het reality dating programma Everlasting gelokt omwille van haar ongeëvenaarde manipulatiekunsten. 

### Seizoen 4
Terwijl Quinn en Chet onbereikbaar zijn op vakantie, bereidt Rachel samen met nieuwe producer Tommy een All Star-seizoen van Everlasting voor. In dit seizoen worden populaire kandidaten en Suitors uit afgelopen seizoenen terug gebracht en wordt er per aflevering zowel een man als vrouw naar huis gestuurd. Rachel besluit om zich volledig aan haar rol als producer te wijden en haar geweten aan de kant te schuiven. Hoewel Tommy haar hierin aanmoedigt om een spectaculair seizoen te produceren, valt haar ongeremde duistere kant niet in goede aarde bij de rest van de crew. Bij haar terugkeer probeert Quinn het programma terug naar zich toe te trekken door enkele veranderingen door te voeren, maar wanneer ze zwanger blijkt, begint ze te beseffen dat het tijd wordt om de toxische omgeving van Everlasting achter zich te laten. 

## Rolverdeling
| Acteur                   | Personage         | Seizoenen            | Seizoenen            | Seizoenen | Seizoenen            |
| Acteur                   | Personage         | 1                    | 2                    | 3         | 4                    |
| ------------------------ | ----------------- | -------------------- | -------------------- | --------- | -------------------- |
| Everlasting crew         |                   |                      |                      |           |                      |
| Shiri Appleby            | Rachel Goldberg   | Hoofdrol             | Hoofdrol             | Hoofdrol  | Hoofdrol             |
| Constance Zimmer         | Quinn King        | Hoofdrol             | Hoofdrol             | Hoofdrol  | Hoofdrol             |
| Craig Bierko             | Chet Wilton       | Hoofdrol             | Hoofdrol             | Hoofdrol  | Hoofdrol             |
| Jeffrey Bowyer-Chapman   | Jay Carter        | Hoofdrol             | Hoofdrol             | Hoofdrol  | Hoofdrol             |
| Josh Kelly               | Jeremy Craner     | Hoofdrol             | Hoofdrol             | Hoofdrol  |                      |
| Genevieve Buechner       | Madison           | Terugkerende gastrol | Terugkerende gastrol | Hoofdrol  | Hoofdrol             |
| Brennan Elliott          | Graham            | Terugkerende gastrol | Terugkerende gastrol | Hoofdrol  | Hoofdrol             |
| Aline Elasmar            | Shia              | Hoofdrol             |                      |           |                      |
| Michael Rady             | Coleman Wasserman |                      | Hoofdrol             |           |                      |
| Francois Arnaud (acteur) | Tommy Castelli    |                      |                      |           | Hoofdrol             |
| Suitors en verwanten     |                   |                      |                      |           |                      |
| Freddie Stroma           | Adam Cromwell     | Hoofdrol             | Gastrol              |           |                      |
| B.J. Britt               | Darius Beck       |                      | Hoofdrol             |           |                      |
| Gentry White             | Romeo Beck        |                      | Hoofdrol             |           |                      |
| Caitlin Fitzgerald       | Serena Wolcott    |                      |                      | Hoofdrol  |                      |
| Kandidaten               |                   |                      |                      |           |                      |
| Johanna Braddy           | Anna Martin       | Hoofdrol             |                      |           |                      |
| Nathalie Kelley          | Grace             | Hoofdrol             |                      |           |                      |
| Ashley Scott             | Mary Newhouse     | Hoofdrol             |                      |           |                      |
| Breeda Wool              | Faith Duluth      | Hoofdrol             |                      |           | Gastrol              |
| Monica Barbaro           | Yael/"Hot Rachel" |                      | Hoofdrol             |           |                      |
| Denée Benton             | Ruby Carter       |                      | Hoofdrol             |           |                      |
| Kim Matula               | Tiffany James     |                      | Hoofdrol             |           |                      |
| Meagan Tandy             | Chantal           |                      | Hoofdrol             |           |                      |
| Bart Edwards             | Jasper Hunt       |                      |                      | Hoofdrol  |                      |
| Alex Hernandez           | Owen Boyd         |                      |                      | Hoofdrol  |                      |
| Adam Demos               | August Walker     |                      |                      | Hoofdrol  | Hoofdrol             |
| Alex Sparrow             | Alexi Petrov      |                      |                      | Hoofdrol  | Terugkerende gastrol |
| Natalie Hall             | Candy Coco        |                      |                      |           | Hoofdrol             |
| Meagan Holder            | Noelle Jackson    |                      |                      |           | Hoofdrol             |
| Alejandro Munoz          | Rodrigo           |                      |                      |           | Hoofdrol             |